# Alexandre Louis Robert de Girardin

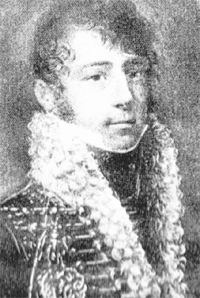
Alexandre Louis Robert Girardin d’Ermenonville

Alexandre Louis Robert de Girardin (* 13. Februar 1776 in Paris; † 5. August 1855 ebenda), Comte d’Ermenonville, war ein französischer General. Er war der jüngste Sohn von René Louis de Girardin und Cécile Brigitte Adélaïde Berthelot de Baye.

## Militärische Laufbahn und Erfolge
Alexandre de Girardin wurde gemeinsam mit seinen Geschwistern auf dem Landgut seines Vaters in Ermenonville, nach den Lehren von Jean-Jacques Rousseau erzogen. Bereits mit elf Jahren besuchte er die Marineschule, der Beginn einer äußerst erfolgreichen militärischen Laufbahn. Zwischen 1790 und 1792 nahm er an mehreren militärischen Operationen auf See teil, wo er das erste Mal verwundet wurde. Zur Zeit der Schreckensherrschaft der Jakobiner war er, wie zwei seiner Brüder und seine Schwester, inhaftiert.
Im Rang eines Sous-lieutenant wechselte er 1792 zur Kavallerie. Er bewährte sich in der Schlacht bei Austerlitz, wo er im Stab von Napoleon diente und von ihm mit dem Orden der Ehrenlegion ausgezeichnet wurde. 1807 stand er an der Spitze eines Dragonerregiments und wurde ein zweites Mal verwundet. Weitere Erfolge konnte er in Spanien und Portugal erringen. 1811 bekleidete er den Rang eines Général de brigade. In Ostrowno wehrte er 1812 mit wenigen hundert eigenen Soldaten eine russische Truppe von sechstausend Mann ab. Im französischen Feldzug von 1814 gelang es ihm, in Champaubert russische Einheiten mit achttausend Mann zur Kapitulation zu zwingen, sein größter militärischer Erfolg. Er stand jetzt im Rang eines Général de division. Für seine militärischen Verdienste wurde er mit einer Inschrift im Triumphbogen in Paris geehrt.

## Zweite Lebenshälfte
Von 1816 bis 1823 war Alexandre de Girardin Generalinspektor der Kavallerie. Auf dem Höhepunkt seiner Laufbahn angelangt, nahm er wichtige leitende und beratende Funktionen in der militärischen Führung wahr. Er begann, eine Reihe politischer Schriften zu militärischen und staatspolitischen Fragestellungen zu veröffentlichen.
Alexandre de Girardin war mit Fidèle Henriette Joséphine Vintimille Du Luc (1789–1864) verheiratet. Die Ehe blieb kinderlos; zum Zeitpunkt der Heirat war er bereits Vater eines Sohnes, an dem er jedoch keinerlei Interesse zeigte. Es handelte sich um den späteren Zeitungsverleger Émile de Girardin, unehelich geborenes Kind einer verheirateten Frau. Er erkannte die Vaterschaft erst 1837 an. Alexandre de Girardin starb am 5. August 1855.

## Werke
- Des inconvénients de fortifier les villes capitales et d’avoir un trop grand nombre de places fortes. Paris 1839.
- Mémoire sur la situation politique et militaire de l’Europe. à l’occasion des traités de 1831, 1833, 1841 et sur le droit de visite. Amyot, Paris 1844.

| Personendaten    | Personendaten                                                                 |
| ---------------- | ----------------------------------------------------------------------------- |
| NAME             | Girardin, Alexandre Louis Robert de                                           |
| ALTERNATIVNAMEN  | Girardin d’Ermenonville, Alexandre Louis Robert; Girardin, Alexandre comte de |
| KURZBESCHREIBUNG | französischer General, Autor politisch-militärischer Schriften                |
| GEBURTSDATUM     | 13. Februar 1776                                                              |
| GEBURTSORT       | Paris                                                                         |
| STERBEDATUM      | 5. August 1855                                                                |
| STERBEORT        | Paris                                                                         |